# Отјим
Отјим (фр. Authume) насеље је и општина у источној Француској у региону Франш-Конте, у департману Јура која припада префектури Доле.
По подацима из 2011. године у општини је живело 805 становника, а густина насељености је износила 107,05 становника/km². Општина се простире на површини од 7,52 km². Налази се на средњој надморској висини од 284 метара (максималној 337 m, а минималној 223 m).

## Демографија
| 1962. | 1968. | 1975. | 1982. | 1990. | 1999. | 2011. |
| ----- | ----- | ----- | ----- | ----- | ----- | ----- |
| 496   | 512   | 576   | 760   | 820   | 776   | 805   |

График промене броја становника у току последњих година